# STK11

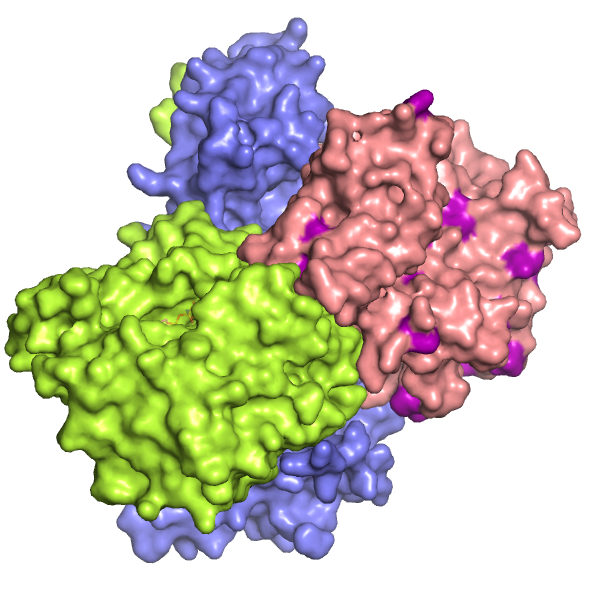
LKB1 (em rosa) no complexo LKB1-STRADα-MO25α

STK11 (Serine/threonine kinase 11) ou LKB1  é uma proteína tipo quinase codificada nos humanos pelo gene STK11.

## Leitura de apoio
- Yoo LI, Chung DC, Yuan J (2002). «LKB1--a master tumour suppressor of the small intestine and beyond.». Nat. Rev. Cancer. 2 (7): 529–35. PMID 12094239. doi:10.1038/nrc843
- Baas AF, Smit L, Clevers H (2004). «LKB1 tumor suppressor protein: PARtaker in cell polarity.». Trends Cell Biol. 14 (6): 312–9. PMID 15183188. doi:10.1016/j.tcb.2004.04.001
- Katajisto P, Vallenius T, Vaahtomeri K;  et al. (2007). «The LKB1 tumor suppressor kinase in human disease.». Biochim. Biophys. Acta. 1775 (1): 63–75. PMID 17010524. doi:10.1016/j.bbcan.2006.08.003
- Bonaldo MF, Lennon G, Soares MB (1997). «Normalization and subtraction: two approaches to facilitate gene discovery.». Genome Res. 6 (9): 791–806. PMID 8889548. doi:10.1101/gr.6.9.791
- Hemminki A, Tomlinson I, Markie D;  et al. (1997). «Localization of a susceptibility locus for Peutz-Jeghers syndrome to 19p using comparative genomic hybridization and targeted linkage analysis.». Nat. Genet. 15 (1): 87–90. PMID 8988175. doi:10.1038/ng0197-87
- Jenne DE, Reimann H, Nezu J;  et al. (1998). «Peutz-Jeghers syndrome is caused by mutations in a novel serine threonine kinase.». Nat. Genet. 18 (1): 38–43. PMID 9425897. doi:10.1038/ng0198-38
- Hemminki A, Markie D, Tomlinson I;  et al. (1998). «A serine/threonine kinase gene defective in Peutz-Jeghers syndrome.». Nature. 391 (6663): 184–7. PMID 9428765. doi:10.1038/34432
- Bignell GR, Barfoot R, Seal S;  et al. (1998). «Low frequency of somatic mutations in the LKB1/Peutz-Jeghers syndrome gene in sporadic breast cancer.». Cancer Res. 58 (7): 1384–6. PMID 9537235
- Nakagawa H, Koyama K, Miyoshi Y;  et al. (1998). «Nine novel germline mutations of STK11 in ten families with Peutz-Jeghers syndrome.». Hum. Genet. 103 (2): 168–72. PMID 9760200. doi:10.1007/s004390050801
- Mehenni H, Gehrig C, Nezu J;  et al. (1999). «Loss of LKB1 kinase activity in Peutz-Jeghers syndrome, and evidence for allelic and locus heterogeneity.». Am. J. Hum. Genet. 63 (6): 1641–50. PMC 1377635. PMID 9837816. doi:10.1086/302159
- Guldberg P, thor Straten P, Ahrenkiel V;  et al. (1999). «Somatic mutation of the Peutz-Jeghers syndrome gene, LKB1/STK11, in malignant melanoma.». Oncogene. 18 (9): 1777–80. PMID 10208439. doi:10.1038/sj.onc.1202486
- Su GH, Hruban RH, Bansal RK;  et al. (1999). «Germline and somatic mutations of the STK11/LKB1 Peutz-Jeghers gene in pancreatic and biliary cancers.». Am. J. Pathol. 154 (6): 1835–40. PMC 1866632. PMID 10362809
- Westerman AM, Entius MM, Boor PP;  et al. (1999). «Novel mutations in the LKB1/STK11 gene in Dutch Peutz-Jeghers families.». Hum. Mutat. 13 (6): 476–81. PMID 10408777. doi:10.1002/(SICI)1098-1004(1999)13:6<476::AID-HUMU7>3.0.CO;2-2
- Scanlan MJ, Gordan JD, Williamson B;  et al. (1999). «Antigens recognized by autologous antibody in patients with renal-cell carcinoma.». Int. J. Cancer. 83 (4): 456–64. PMID 10508479. doi:10.1002/(SICI)1097-0215(19991112)83:4<456::AID-IJC4>3.0.CO;2-5
- Collins SP, Reoma JL, Gamm DM, Uhler MD (2000). «LKB1, a novel serine/threonine protein kinase and potential tumour suppressor, is phosphorylated by cAMP-dependent protein kinase (PKA) and prenylated in vivo.». Biochem. J. 345 Pt 3: 673–80. PMC 1220803. PMID 10642527. doi:10.1042/0264-6021:3450673
- Sapkota GP, Kieloch A, Lizcano JM;  et al. (2001). «Phosphorylation of the protein kinase mutated in Peutz-Jeghers cancer syndrome, LKB1/STK11, at Ser431 by p90(RSK) and cAMP-dependent protein kinase, but not its farnesylation at Cys(433), is essential for LKB1 to suppress cell vrowth.». J. Biol. Chem. 276 (22): 19469–82. PMID 11297520. doi:10.1074/jbc.M009953200
- Karuman P, Gozani O, Odze RD;  et al. (2001). «The Peutz-Jegher gene product LKB1 is a mediator of p53-dependent cell death.». Mol. Cell. 7 (6): 1307–19. PMID 11430832. doi:10.1016/S1097-2765(01)00258-1
- Marignani PA, Kanai F, Carpenter CL (2001). «LKB1 associates with Brg1 and is necessary for Brg1-induced growth arrest.». J. Biol. Chem. 276 (35): 32415–8. PMID 11445556. doi:10.1074/jbc.C100207200
- Sanchez-Cespedes M, Parrella P, Esteller M, Nomoto S, Trink B, Engles JM, Westra WH, Herman JG, Sidransky D (2002). «Inactivation of LKB1/STK11 is a common event in adenocarcinomas of the lung.». Cancer Res. 62 (13): 3659–62. PMID 12097271
- Abed AA, Günther K, Kraus C;  et al. (2002). «Mutation screening at the RNA level of the STK11/LKB1 gene in Peutz-Jeghers syndrome reveals complex splicing abnormalities and a novel mRNA isoform (STK11 c.597(insertion mark)598insIVS4).». Hum. Mutat. 18 (5): 397–410. PMID 11668633. doi:10.1002/humu.1211
- Sato N, Rosty C, Jansen M;  et al. (2001). «STK11/LKB1 Peutz-Jeghers gene inactivation in intraductal papillary-mucinous neoplasms of the pancreas.». Am. J. Pathol. 159 (6): 2017–22. PMC 1850608. PMID 11733352